# Otto-Friedrich-Universität
Otto-Friedrich-Universität Bamberg er med afbrydelser et af de ældste universiteter i Bayern og hører til de førende universiteter for psykologi, nationaløkonomi og samfundsvidenskab. De forskellige fakulteter befinder sig i Bambergs byområde.

## Historie
Universitetet blev 1647 grundlagt under navnet „Academia Bambergensis“ af fyrstbiskop Melchior Otto Voit von Salzburg (1603-1653), med fakulteterne teologi og filosofi og var indtil 1770 opkaldt efter grundlæggeren som Academia Ottoniana. I det 18. århundrede grundlagdes under fyrstbiskopperne Friedrich Karl von Schönborn (1674-1746) og Adam Friedrich von Seinsheim (1708-1779 fakulteterne retsvidenskab og lægevidenskab. Dermed omfattede det de fire klassiske fakulteter, som i 1773 af fyrstbiskop Adam Friedrich von Seinsheim blev ophøjet til Universitas Ottoniano Fridericiana, opkaldt efter de to stiftere.
1803 kom universitetet under fyrstbispdømmet Bamberg. Katolsk teologi kunne stadig studeres på Lyzeum (Hochschule), så traditionen som "Hochschule" blev aldrig rigtigt afbrudt. Den efterfølgende indretning var den i 1923 grundlagte "Philosophisch-Theologische Hochschule Bamberg. Med denne længere periode i mellemtiden som "staatliche Philosophisch-Theologische Hochschule" var det ikke mere et officielt universitet. I året 1972 blev "Philosophisch-Theologische Hochschule" til "Gesamthochschule Bamberg". Gennem denne gen-grundlæggelse er universitetet Bayerns tredje-yngste universitet. 1979 blev Bayerns eneste "staatlichen Gesamthochschule" til et universitet. 1. januar 1988 fik Universitet Bamberg sit gamle navn tilbage og hedder nu Otto-Friedrich-Universität Bamberg. 
1. oktober 2001 blev fakultetet "Wirtschaftsinformatik und Angewandte Informatik" grundlagt.
49°53′38″N 10°53′12″Ø / 49.893888888889°N 10.886666666667°Ø